# Charles de Bourbon Busset (baron de Vésigneux)
Ne doit pas être confondu avec Charles de Bourbon Busset.
Pour les autres membres de la famille, voir Maison de Bourbon Busset.
Charles de Bourbon Busset, baron de Vésigneux, né le 25 août 1590, à Busset, département de l'Allier, région Auvergne-Rhône-Alpes et décédé le 1er juin 1632 à Saint-Martin-du-Puy département de la Nièvre, en région Bourgogne-Franche-Comté, est un noble français. Il est notamment à l'origine de la branche de la famille de Razout.

## Biographie
Il est le fils cadet de César de Bourbon Busset (1565-1631), 2e comte de Busset, et de Louise de Montmorillon (1570-1648), et par conséquent, arrière arrière petit-fils de Cesar Borgia. Les Bourbon Busset descendent en ligne directe des rois Hugues Capet et Louis IX et sont cousins de la famille des Bourbon dont le roi Henri IV au sein de la branche de la Maison capétienne de Bourbon.
Charles connait d'abord une liaison adultérine avec Marguerite Magdelénat (1600-1669), sœur du poète latinisant Gabriel Magdelénat (1587-1661), fille de Henri Magdelénat (~1570-1616), procureur d'office et intendant des comtes de Busset au Château de Vésigneux, et de Toussine Leclerc, sœur du président du bailliage d'Auxerre. Marguerite Magdelénat, surnommée « La Belle Marguerite », n'était pas une petite campagnarde, mais bien la descendante du côté Leclerc tout au moins, d'une famille de la bourgeoisie locale et semble avoir marqué son temps par sa beauté et son intelligence.
De cette union naitront:
- Louis de Razout (1628-1693)
- Jeanne de Razout (1630-1683)

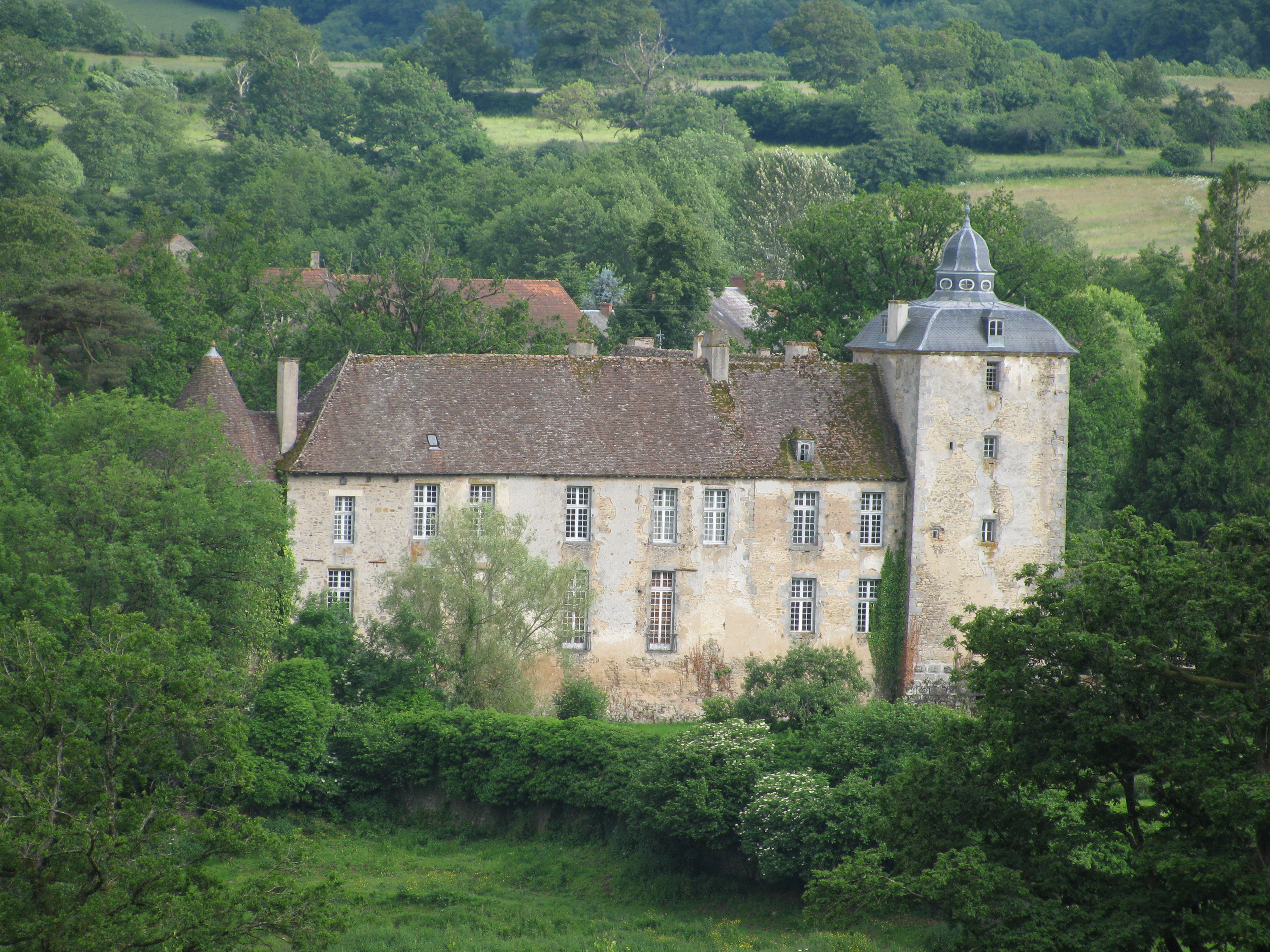
Le château de Vésigneux à Saint-Martin-du Puy

qui seront tous les deux reconnus et se verront attribuer une terre nivernaise héritée de leur grand-mère maternelle Louis de Montmorillon, sous le nom de la branche de famille de Razout. Ce rameau bâtard s'est ensuite développé en nivernais où ses membres ont exercé des fonctions civiles ou militaires modestes jusqu'en 2001, date de décès du dernier représentant de la branche.
Louis deviendra écuyer et épousera Françoise Magdelénat (1628-1697), sa cousine, la propre nièce de Marguerite et Gabriel Magdelénat, dont il aura 10 enfants.

Signature autographe de Jeanne de Razout (1657)

Jeanne épousera en 1648 Jean-Louis Nauret (1627-1710), notaire, procureur fiscal et juge administrateur du baron de Soussey (département de la Côte-d'Or), Antoine de Pracomtal, époux d'Anne de Bourbon Busset (1595-1641), la propre sœur de Charles de Bourbon Busset.
Ils auront 10 enfants dont l'ainé Annet Nauret prendra la succession des fonctions de son père.
Charles de Bourbon épousera ensuite Marguerite de La Baume de Suze en 1631, dont il n'aura pas d'enfant. Il décédera l'année suivante dans son Château de Vésigneux.